# Samuel Argall
Samuel Argall (1580 – 24 gennaio 1626) è stato un navigatore inglese.
Era figlio di Richard Argall, un militare dell'East Sutton, e di sua moglie Mary, figlia di Reginald Scott di Scott's Hall, entrambi nativi della contea inglese del Kent.
Nominato cavaliere da re Giacomo I, Argall fu meno fortunato nella veste di governatore della Colonia della Virginia, dove venne considerato autocratico ed impopolare. Come molti marinai, prima e dopo di lui, non riuscì a trovare il passaggio a nordovest verso l'India. Questo venne poi trovato da Roald Amundsen, circa quattro secoli dopo, nel 1904.

## Biografia
Come capitano di una nave, Argall fu il primo, nel 1609, a realizzare una rotta più breve fra la Gran Bretagna e la Colonia della Virginia, attraversanto l'Oceano Atlantico con una rotta più a nord. Egli raggiunse diverse volte Jamestown, capoluogo della Virginia, compiendo numerosi viaggi nel nuovo mondo. Come militare è noto per l'azione condotta contro i nativi americani della Confederazione Powhatan e per il rapimento della figlia del capo, Pocahontas. Condusse poi azioni contro i francesi per proteggere i connazionali che tentavano di colonizzare il New England. 

### Rotta breve per la Virginia
Nel 1609, Argall, capitano di navi inglese al servizio della Virginia Company, fu il primo a trovare una nuova rotta per andare dall'Inghilterra alla Colonia della Virginia. Anche se seguì la consueta abitudine di andare a sud verso i tropici e poi ad est per sfruttare il vento a favore, Argall si diresse ad ovest dalle isole Azzorre alle Bermuda e quindi ancora ad ovest fino all'imbocco della Chesapeake Bay. Il suo viaggio durò soltanto nove settimane e sei giorni, comprese due settimane di calma di vento. Questa nuova rotta consentì agli inglesi di evitare le navi dei nemici spagnoli e di risparmiare provviste.
Arrivando a Jamestown, il capitano Argall trovò i pochi coloni rimasti alle prese con sofferenze atroci. Egli rifornì la colonia con le provviste che aveva potuto risparmiare nel viaggio d'andata, e tornò in Inghilterra alla fine dell'estate. L'aiuto giunse alla colonia, in uno dei momenti più drammatici della sua storia. A seguito della incapacità di coltivare i prodotti portati dall'Inghilterra, delle malattie e delle avverse condizioni ambientali, la popolazione della colonia venne decimata e meno del 20 per cento dei coloni riuscì a sopravvivere. Probabilmente, senza le provviste di Argall, nessuno sarebbe riuscito a sopravvivere.

### Al servizio di Lord de la Warr
Ritornò alla Colonia nell'estate del 1610, quando il governatore reale Thomas West, III barone De La Warr diede inizio ad una serie di azioni aggressive ed ostili nei confronti dei nativi americani della Virginia. Lord Delaware, come West venne poi chiamato, si ammalò gravemente e fu costretto a partire per l'Inghilterra nella primavera del 1611, lasciando al suo posto Sir Thomas Dale. Quando tornò in Inghilterra, Lord de la Warr scrisse un libro, The Relation of the Right Honourable the Lord De-La-Warre, of the Colonie, Planted in Virginia, e rimase nominalmente governatore reale della Virginia fino alla sua morte avvenuta nel 1618.
Passato al servizio di Dale, nel marzo 1613, Argall partì alla ricerca di cibo risalendo il corso del fiume Potomac. Li egli commerciò con i Patawomeck, una tribù di nativi americani. Egli visse al villaggio di Passapatanzy nell'attuale Contea di Stafford sul Potomac vicino a Fredericksburg.
Quando due coloni inglesi iniziarono ma commerciare con i Patawomecks, scoprirono la presenza di Pocahontas, la figlia di Wahunsunacock, capo della Confederazione Powhatan. Secondo un libro del Capitano John Smith, egli visse li per diversi anni. Appena venne a sapere della principessa indiana, Argall decise di rapire Pocahontas. Andato dal capo locale, Japazaws, Argall disse che doveva portargli la principessa sulla nave.
Con l'aiuto di Japazaws, riuscì a rapire la principessa Pocahontas. Il suo scopo, come venne spiegato in una lettera, fu quello di scambiarla con alcuni prigionieri inglesi detenuti dal capo Powhatan, oltre che con armi e merci che gli indiani avevano razziato. I Powhatan consegnarono i prigionieri, ma non soddisfecero le richieste dei coloni per quanto riguardava le armi e le provviste, ed ebbe inizio un lungo contenzioso. Pocahontas fu tenuta in ostaggio ad Henricus, nell'attuale Contea di Chesterfield. Mentre era prigioniera, la giovane principessa indiana si convertì al Cristianesimo, e sposò John Rolfe nel 1614. Mentre la detenzione do Pocahontas non aveva portato la pace, il suo matrimonio portò ad un periodo di pace di quasi tre anni.
Dopo la cattura di Pocahontas, nel tardo 1613, dietro ordine di Londra, Argall eradicò una colonia francese di Gesuiti a Mount Desert Island nell'attuale Maine. Dopo il primo dei due viaggi necessari a realizzare questo progetto, portò 14 prigionieri a Jamestown.
Argall, per i suoi metodi, venne visto come un autocrate e spietato esecutore, insensibile alle sofferenze dei poveri coloni. Dopo aver passato un periodo come vice governatore della Colonia dal 1617, Lord Delaware decise di tornare in Virginia per indagare sui fatti denunciati, ma non giunse in Virginia morendo durante il viaggio. Argall venne sostituito dal vice governatore Sir George Yeardley nel 1619.

### Lotte contro i francesi, New England, cavalierato
Nel 1620 gli venne affidato il comando di una nave mercantile che prese parte ad una spedizione contro Algeri, che a quell'epoca era una colonia francese in Nord Africa. Al suo ritorno, divenne membro del Consiglio del New England e successivamente nominato ammiraglio per la stessa colonia.
Il 26 giugno 1622, venne nominato cavaliere da Giacomo I e nel 1625 divenne ammiraglio di flotta di 28 vascelli che presero parte ad un'azione contro la Francia e nell'ottobre condusse un attacco, risultato senza successo, contro Cadice.
Argall non si sposò mai. Morì in mare il 24 gennaio 1626. Egli lasciò un testamento, datato 23 maggio 1925, che venne autenticato il 21 marzo 1626. In esso menzionava la seguente parentela: la sorella Filmer, la nipote Sarah Filmer, il nipote Samuel Filmer; la sorella Bathurst, il nipote Samuel Bathurst; la sorella Fleetwood; il fratello John Argall ed il figlio di John, Samuel Argall